# فرامرز آصف
فرامرز آصف نخعی (زادهٔ ۵ آبان ۱۳۲۹) که با نام هنری فرامرز آصف شناخته می‌شود، خواننده، آهنگساز، ترانه‌سرا، بازیگر و ورزشکار سابق ایرانی است. وی مدال برنز بازی‌های آسیایی ۱۹۷۴ تهران در رشته پرش سه‌گام را کسب کرده و حد نصاب ۱۶ متر و ۸ سانتی‌متری او، به‌مدت ۳۱ سال رکورد پرش سه‌گام ایران بود.

## زندگی‌نامه
فرامرز آصف در سال ۱۳۲۹ در آبادان متولد شد. پدرش به دلیل اینکه رئیس دارایی دخانیات بود، مسافرت و ماموریت‌های فراوانی داشت و بخش عمده‌ای از سفرش به خوزستان بود. به‌همین دلیل فرامرز در آبادان، یک خواهر او در اهواز و خواهر دیگر در خرمشهر به‌دنیا آمدند. آصف تا پیش از بیست و دو سالگی که برای حضور در مسابقات به خوزستان پای گذاشت، هیچ‌کدام از این شهرها را ندیده بود.
او به‌دنبال کسب مدال برنز در رشته پرش سه گام در بازی‌های آسیایی سال ۱۹۷۴ در تهران و رکورددار پرش سه گام ایران از دانشگاه کالیفرنیای جنوبی، بورسیه تحصیلی ورزشی دریافت نمود و بدین ترتیب راهی آمریکا شد و برای مدت چهار سال به تیم دو و میدانی این دانشگاه پیوست. در سال ۱۹۸۰ فرامرز با مدرک مهندسی در رشته معماری از دانشگاه کالیفرنیای جنوبی فارغ‌التحصیل شد.
موسیقی فرامرز آصف در عین حال که از فرهنگ، هویت و میراث ایرانی الهام و تأثیر گرفته، شامل چاشنی‌های موسیقی آمریکای جنوبی و اروپایی نیز می‌شود. آلبوم‌های «افرا ۱ و ۲»، «جنگ و صلح»، «ترمه و یاس»، «قشنگ روزگار» و «Deja Vu» از جملهٔ این آثار به‌شمار می‌روند.
به نوشته سایت بانک اطلاعات اینترنتی فیلم‌ها، فرامرز آصف در ۲۵ ژوئیه ۲۰۰۳ با یلدا آصف ازدواج نموده‌است.
بهرام افشارزاده دربارهٔ او می‌گوید: «فرامرز آصف پسر تحصیل کرده‌ای بود که مدارج تحصیلی را تا بالاترین سطح گذرانده بود. ورزشکار خیلی خوبی هم بود. البته همان موقع هم ته صدایی داشت و کارهای هنری را هم دوست داشت. گاهی هم برای ما می‌خواند. البته وقتی این‌ها می‌روند خارج، جذب فضای آن فضاها می‌شوند. به هر حال یک اتفاقاتی هم در آن سال‌ها افتاد. یکسری برخوردهای تند شد. این‌ها ورزشکار بودند و رفتند و بعد وارد فضاهای دیگری شدند. شاید اگر ما با رأفت اسلامی بیشتری در رأس ورزش کشورمان با قهرمان‌هایی از این دست برخورد می‌کردیم، می‌شد خیلی‌ها مثل آصف را هم برگرداند همین‌جا و کاری کرد که مواضع شان عوض شود.»

## ویژگی صدا
فرامرز آصف از معدود خوانندگانی است که صدای انعطاف‌پذیری دارد. به‌گونه‌ای که می‌تواند در برنامه‌های خود به‌جای چندین شخصیت صحبت کند و نمونه‌ای از این انعطاف‌پذیری را در ترانه‌های حاجی فیروز می‌توان دید.

## ترانه‌شناسی
- ۱۹۸۴/۱۳۶۳ - افرا ۱[۶]
- ۱۹۸۸/۱۳۶۷ - افرا ۲[۷]
- ۱۹۹۰/۱۳۶۹ - افرا ۲٫۱[۸]
- ۱۹۹۱/۱۳۷۰ - ضیافت (مشترک با مهستی و ستار)[۹]
- ۱۹۹۳/۱۳۷۲ - افرا ۳[۱۰]
- ۱۹۹۸/۱۳۷۷ - افرا ۴ (جنگ و صلح)[۱۱]
- ۲۰۰۲/۱۳۸۱ - افرا ۵ (ترمه و یاس)[۱۲]
- ۲۰۰۶/۱۳۸۵ - افرا ۶ (قشنگ روزگار)[۱۳]
- ۲۰۰۸/۱۳۸۷ - افرا ۷ (حاجیز)[۱۴]
- ۲۰۰۹/۱۳۸۸ - افرا ۸ (Deja Vu)[۱۵]

## آلبوم‌ها

### افرا ۱ (۱۹۸۴/۱۳۶۳)
| نام ترانه        | ترانه‌سرا   | آهنگساز    | تنظیم         |
| ---------------- | ---------- | ---------- | ------------- |
| آسمون            | مصطفی رجبی | فرامرز آصف | اردشیر فرح    |
| فلکا فلکا        | مصطفی رجبی | فرامرز آصف | اردشیر فرح    |
| عزیزم            | مصطفی رجبی | گروه افرا  | کوروس شاه‌میری |
| دیشب تو کجا بودی | ایرج رزمجو | فرامرز آصف | کوروس شاه‌میری |
| ای یار           | مصطفی رجبی | فرامرز آصف | گروه افرا     |
| بگو بگو ایران    | مصطفی رجبی | فرامرز آصف | کوروس شاه‌میری |

### افرا ۲ (۱۹۸۸/۱۳۶۷)
| نام ترانه | ترانه‌سرا         | آهنگساز        | تنظیم      |
| --------- | ---------------- | -------------- | ---------- |
| درویش من  | ایرج رزمجو       | فرامرز آصف     | راب شیراک  |
| کمر باریک | ابوالقاسم لاهوتی | فولکلور افغانی | راب شیراک  |
| شب شبِ من  | ایرج رزمجو       | فرامرز آصف     | احمد پژمان |
| گل سرخ    | ایرج رزمجو       | فرامرز آصف     | احمد پژمان |
| رعنا      | ایرج رزمجو       | فرامرز آصف     | راب شیراک  |
| حاجی ۱    | فرامرز آصف       | فرامرز آصف     | راب شیراک  |

### افرا ۲٫۱ (۱۹۹۰/۱۳۶۹)
- آلبوم گردآوری شده از ترانه‌های برگزیده آلبوم‌ افرا ۱ و ۲

| نام ترانه     | ترانه‌سرا         | آهنگساز        | تنظیم         |
| ------------- | ---------------- | -------------- | ------------- |
| درویش         | ایرج رزمجو       | فرامرز آصف     | Rob Shrock    |
| گل سرخ        | ایرج رزمجو       | فرامرز آصف     | احمد پژمان    |
| حاجی          | فرامرز آصف       | فرامرز آصف     | Rob Shrock    |
| عزیزم         | مصطفی رجبی       | فرامرز آصف     | کوروس شاه‌میری |
| رعنا          | ایرج رزمجو       | فرامرز آصف     | Rob Shrock    |
| کمر باریک     | ابوالقاسم لاهوتی | فولکلور افغانی | Rob Shrock    |
| دیشب          | ایرج رزمجو       | فرامرز آصف     | کوروس شاه‌میری |
| شب شبِ من      | ایرج رزمجو       | فرامرز آصف     | احمد پژمان    |
| بگو بگو ایران | مصطفی رجبی       | فرامرز آصف     | کوروس شاه‌میری |

### ضیافت (مشترک بامهستیوستار) (۱۹۹۱/۱۳۷۰)
| نام ترانه        | ترانه‌سرا    | آهنگساز    | تنظیم      |
| ---------------- | ----------- | ---------- | ---------- |
| ضیافت بی‌خوابی    | شهیار قنبری | احمد پژمان | احمد پژمان |
| دلم اونجاست هنوز | ایرج رزمجو  | احمد پژمان | احمد پژمان |

### افرا ۳ (۱۹۹۳/۱۳۷۲)
| نام ترانه         | ترانه‌سرا          | آهنگساز     | تنظیم      |
| ----------------- | ----------------- | ----------- | ---------- |
| سیمین بر          | ایرج رزمجو        | فرامرز آصف  | راب شیراک  |
| هله‌دان            | محلی بندری        | محلی بندری  | احمد پژمان |
| سلمان             | فرامرز آصف        | فرامرز آصف  | احمد پژمان |
| چه روزگاری        | ایرج رزمجو        | پرویز مقصدی | راب شیراک  |
| پارتی پارتی       |                   |             |            |
| حاجی ۲            | فرامرز آصف        | فرامرز آصف  | راب شیراک  |
| از تو چه پنهون    | ایرج رزمجو        | فرامرز آصف  | احمد پژمان |
| سیمین بر (بی‌کلام) | سیمین بر (بی‌کلام) | فرامرز آصف  | راب شیراک  |

### افرا ۴ (جنگ و صلح) (۱۹۹۸/۱۳۷۷)
| نام ترانه                       | ترانه‌سرا         | آهنگساز          | تنظیم            |
| ------------------------------- | ---------------- | ---------------- | ---------------- |
| ستاره                           | ایرج رزمجو       | فرامرز آصف       | احمد پژمان       |
| ستاره                           | ایرج رزمجو       | فرامرز آصف       | اردشیر فرح       |
| پرستوها (به‌همراه فرامرز اصلانی) | فرامرز اصلانی    | فرامرز اصلانی    | فرامرز آصف       |
| پرستوها (به‌همراه فرامرز اصلانی) | فرامرز اصلانی    | فرامرز اصلانی    | Larry G. Goldman |
| اندک اندک                       | مسعود امینی      | فرامرز آصف       | کاظم عالمی       |
| اندک اندک                       | مسعود امینی      | فرامرز آصف       | راب شیراک        |
| ننه                             | محلی، فرامرز آصف | محلی، فرامرز آصف | کاظم عالمی       |
| ننه                             | محلی، فرامرز آصف | محلی، فرامرز آصف | راب شیراک        |
| کرشمه                           | مسعود امینی      | فرامرز آصف       | فرامرز آصف       |
| کرشمه                           | مسعود امینی      | فرامرز آصف       | Larry G. Goldman |
| جنگ و صلح                       | فرامرز آصف       | فرامرز آصف       | فرامرز آصف       |
| جنگ و صلح                       | فرامرز آصف       | فرامرز آصف       | Larry G. Goldman |

### افرا ۵ (ترمه و یاس) (۲۰۰۲/۱۳۸۱)
| نام ترانه            | ترانه‌سرا   | آهنگساز     | تنظیم         |
| -------------------- | ---------- | ----------- | ------------- |
| انتظار               | ایرج رزمجو | فرامرز آصف  | هروس میناسیان |
| عروس                 | مینا جلالی | صادق نوجوکی | صادق نوجوکی   |
| عروس                 | فرامرز آصف | صادق نوجوکی | صادق نوجوکی   |
| حاجی ۳               | فرامرز آصف | فرامرز آصف  | راب شیراک     |
| لولیتا               | فرامرز آصف | فرامرز آصف  | هروس میناسیان |
| واویلا               | بیژن سمندر | فرامرز آصف  | هروس میناسیان |
| واویلا               | فرامرز آصف | فرامرز آصف  | هروس میناسیان |
| از تو چه پنهون       | ایرج رزمجو | فرامرز آصف  | احمد پژمان    |
| از تو چه پنهون       | ایرج رزمجو | فرامرز آصف  | راب شیراک     |
| حاجی ۴               | فرامرز آصف | فرامرز آصف  | راب شیراک     |
| ای دوست              | مصطفی رجبی | فرامرز آصف  | راب شیراک     |
| سوته‌دلان             | ایرج رزمجو | فرامرز آصف  | راب شیراک     |
| ستاره (ورژن انگلیسی) | فرامرز آصف | فرامرز آصف  | احمد پژمان    |
| ستاره (ورژن انگلیسی) | فرامرز آصف | فرامرز آصف  | اردشیر فرح    |

### افرا ۶ (قشنگ روزگار) (۲۰۰۶/۱۳۸۵)
| نام ترانه   | ترانه‌سرا       | آهنگساز         | تنظیم     |
| ----------- | -------------- | --------------- | --------- |
| وای وای     | فرامرز آصف     | محلی مدیترانه‌ای | امیر بدخش |
| عروس مهتاب  | فرامرز آصف     | فرامرز آصف      | امیر بدخش |
| شهر آواز    | پاکسیما زکی‌پور | فرامرز آصف      | فرد میرزا |
| چایی چایی   | فرامرز آصف     | فولکور          | شهرام آذر |
| چایی چایی   | فرامرز آصف     | فرامرز آصف      | شهرام آذر |
| قشنگ روزگار | مسعود امینی    | فرامرز آصف      | آندرانیک  |
| خبرچین      | بیژن سمندر     | فرامرز آصف      | امیر بدخش |
| یار دبستانی | فرامرز آصف     | فرامرز آصف      | فرد میرزا |
| گل‌فروش      | یغما گلرویی    | فرامرز آصف      | آندرانیک  |
| مامانم اینا | فرامرز آصف     | فرامرز آصف      | امیر بدخش |

### افرا ۷ (حاجیز) (۲۰۰۸/۱۳۸۷)
- بهترین‌های ۲۵ سال

| نام ترانه      | ترانه‌سرا      | آهنگساز         | تنظیم         |
| -------------- | ------------- | --------------- | ------------- |
| وای وای        | فرامرز آصف    | محلی مدیترانه‌ای | امیر بدخش     |
| عروس           | مینا جلالی    | صادق نوجوکی     | صادق نوجوکی   |
| عروس           | فرامرز آصف    | صادق نوجوکی     | صادق نوجوکی   |
| لولیتا         | فرامرز آصف    | فرامرز آصف      | هروس میناسیان |
| قشنگ روزگار    | مسعود امینی   | فرامرز آصف      | آندرانیک      |
| عروس مهتاب     | فرامرز آصف    | فرامرز آصف      | امیر بدخش     |
| از تو چه پنهون | ایرج رزمجو    | فرامرز آصف      | احمد پژمان    |
| از تو چه پنهون | ایرج رزمجو    | فرامرز آصف      | راب شیراک     |
| چایی چایی      | فرامرز آصف    | فولکور          | شهرام آذر     |
| چایی چایی      | فرامرز آصف    | فرامرز آصف      | شهرام آذر     |
| یار دبستانی    | فرامرز آصف    | فرامرز آصف      | فرد میرزا     |
| رعنا           | ایرج رزمجو    | فرامرز آصف      | راب شیراک     |
| اندک اندک      | مسعود امینی   | فرامرز آصف      | کاظم عالمی    |
| اندک اندک      | مسعود امینی   | فرامرز آصف      | راب شیراک     |
| ستاره          | ایرج رزمجو    | فرامرز آصف      | احمد پژمان    |
| ستاره          | ایرج رزمجو    | فرامرز آصف      | اردشیر فرح    |
| پرستوها        | فرامرز اصلانی | فرامرز اصلانی   | Larry Goldman |
| ننه            | فرامرز آصف    | فرامرز آصف      | کاظم عالمی    |
| ننه            | فرامرز آصف    | فرامرز آصف      | راب شیراک     |
| حاجی ۱         | فرامرز آصف    | فرامرز آصف      | راب شیراک     |
| حاجی ۲         | فرامرز آصف    | فرامرز آصف      | راب شیراک     |
| حاجی ۳         | فرامرز آصف    | فرامرز آصف      | هروس میناسیان |
| حاجی ۴         | فرامرز آصف    | فرامرز آصف      | هروس میناسیان |

### افرا ۸ (نسل سوم - Deja Vu) (۲۰۰۹/۱۳۸۸)
| نام ترانه | ترانه‌سرا         | آهنگساز       | تنظیم جدید   |
| --------- | ---------------- | ------------- | ------------ |
| سیمین بر  | ایرج رزمجو       | فرامرز آصف    | فرد میرزا    |
| دیشب      | ایرج رزمجو       | فرامرز آصف    | پوریا نیاکان |
| آسمون     | مصطفی رجبی       | فرامرز آصف    | فرد میرزا    |
| باباکرم   | بیژن سمندر       | مهرداد رفیعی  | امیر بدخش    |
| باباکرم   | فرامرز آصف       | فرامرز آصف    | امیر بدخش    |
| کمر باریک | ابوالقاسم لاهوتی | فولکور افغانی | پوریا نیاکان |
| عزیزم     | مصطفی رجبی       | فرامرز آصف    | فرد میرزا    |
| شب شب من  | ایرج رزمجو       | فرامرز آصف    | پوریا نیاکان |
| هله‌دون    | محلی بندری       | محلی بندری    | پوریا نیاکان |
| ایران     | مصطفی رجبی       | فرامرز آصف    | فرد میرزا    |

## تک‌آهنگ‌ها
| نام ترانه            | ترانه‌سرا                    | آهنگساز                | تنظیم         | سال انتشار |
| -------------------- | --------------------------- | ---------------------- | ------------- | ---------- |
| حاجی (تلفن)          | فرامرز آصف                  | فرامرز آصف             | راب شیراک     |            |
| رفتم که رفتم         | معینی کرمانشاهی، فرامرز آصف | علی تجویدی، فرامرز آصف | امیر بدخش     | ۱۳۹۰ ۲۰۱۱  |
| دی جی                | فرامرز آصف                  | فرامرز آصف             | پوریا نیاکان  | ۱۳۹۲ ۲۰۱۳  |
| شب عشق               | فرامرز آصف                  | فرامرز آصف             | Ninef Arsanos | ۱۳۹۳ ۲۰۱۵  |
| نمیتونه              | امیر شیرازی                 | سعید جرا               | سعید جرا      | ۱۳۹۵ ۲۰۱۷  |
| تمنای وصال           | شیخ بهایی                   | عبدالحسین مختاباد      | Ninef Arsanos | ۱۳۹۶ ۲۰۱۸  |
| مناجات               |                             | فرامرز آصف             | Ninef Arsanos | ۱۳۹۸ ۲۰۱۹  |
| گل سرخ (ورژن کنسرت)  | ایرج رزمجو                  | فرامرز آصف             | Ninef Arsanos | ۱۳۹۹ ۲۰۲۰  |
| جنوبی                | فرامرز آصف                  | فرامرز آصف             | سعید مقدس     | ۱۴۰۰ ۲۰۲۱  |
| روسریتو بردار از سرت | فرامرز آصف                  | فرامرز آصف             |               | ۱۴۰۰ ۲۰۲۱  |
| عقرب زلف کجت         | ناصرالدین شاه               |                        | بهروز علیاری  | ۱۴۰۰ ۲۰۲۲  |
| خورشید من ایران      | مسعود امینی                 | فرامرز آصف             | سعید مقدس     | ۱۴۰۱ ۲۰۲۲  |
| شاه‌صنم، عزیز جون     | محلی خراسانی                | محلی خراسانی           | بهروز علیاری  | ۱۴۰۲ ۲۰۲۴  |
| جمیله                | فرامرز آصف                  | فرامرز آصف             | بهروز علیاری  | ۱۴۰۳ ۲۰۲۴  |
| سفیر                 | امیر شیرازی                 | رضا وحدانی             | سعید مقدس     | ۱۴۰۳ ۲۰۲۵  |